# Enrico Ferri (kryminolog)

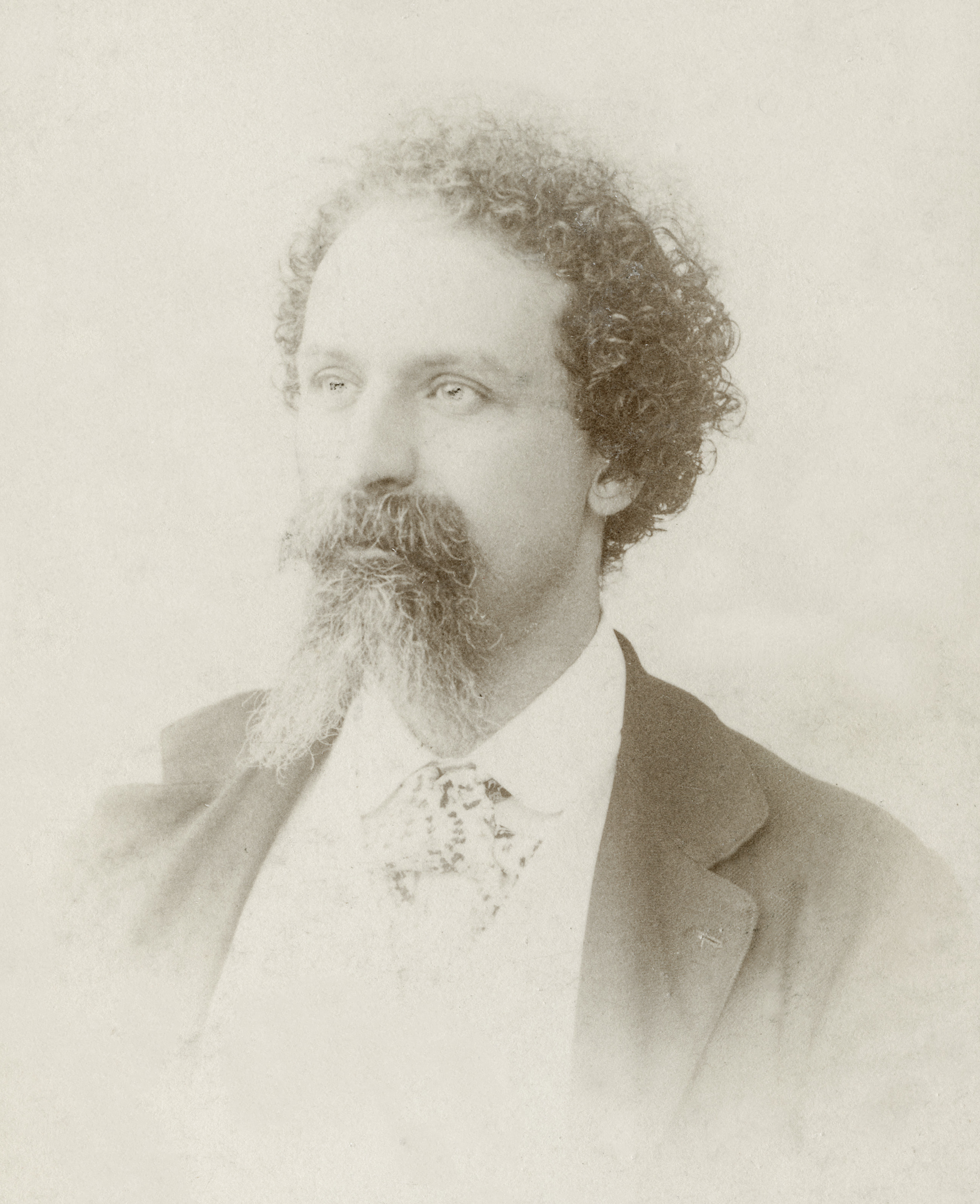
Enrico Ferri

Ferri Enrico (ur. 1856, zm. 1929) – włoski prawnik.

## Życiorys
Od 1884 profesor uniwersytetów w Bolonii, Sienie, Rzymie i Pizie. W wieku 21 lat opublikował prawie 500-stronicową pracę poświęconą wolnej woli w prawie karnym. Według niego przestępczość rodzą nie tylko systemy psychologiczny i organiczny człowieka, ale także zespół cech takich jak: rasa, wiek, płeć, uprzemysłowienie, gęstość zaludnienia i anonimowość sprawcy, warunki ekonomiczne, a nawet pora roku, dnia czy klimat.
Uważany za współtwórcę szkół prawa karnego: antropologicznej (był zwolennikiem Cesare Lombroso i jego teorii sprawcy "z urodzenia") oraz socjologicznej. Był zwolennikiem stosowania w ramach resocjalizacji przestępcy środków zastępczych (np. dozoru). W 1921 opracował projekt kodeksu karnego, stanowiącego wzór dla innych kodeksów karnych tej epoki.
Autor I nuovi orizzonti del diritto e della procedura penale (1884, 2. wyd. pt. La sociologia criminale, t. 1–2, 1929).

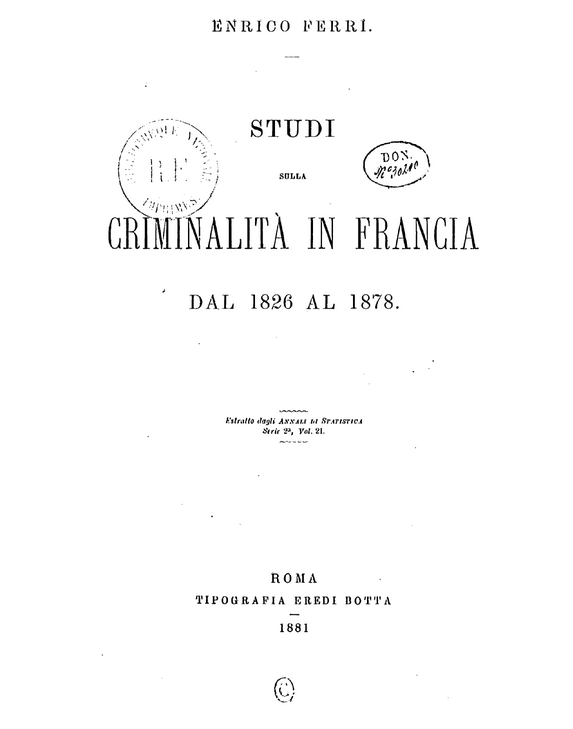
Studi dalla criminalità in Francia dal 1826 al 1878, 1881
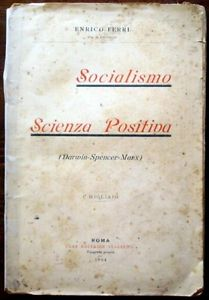
Socialismo e scienza positiva, 1894
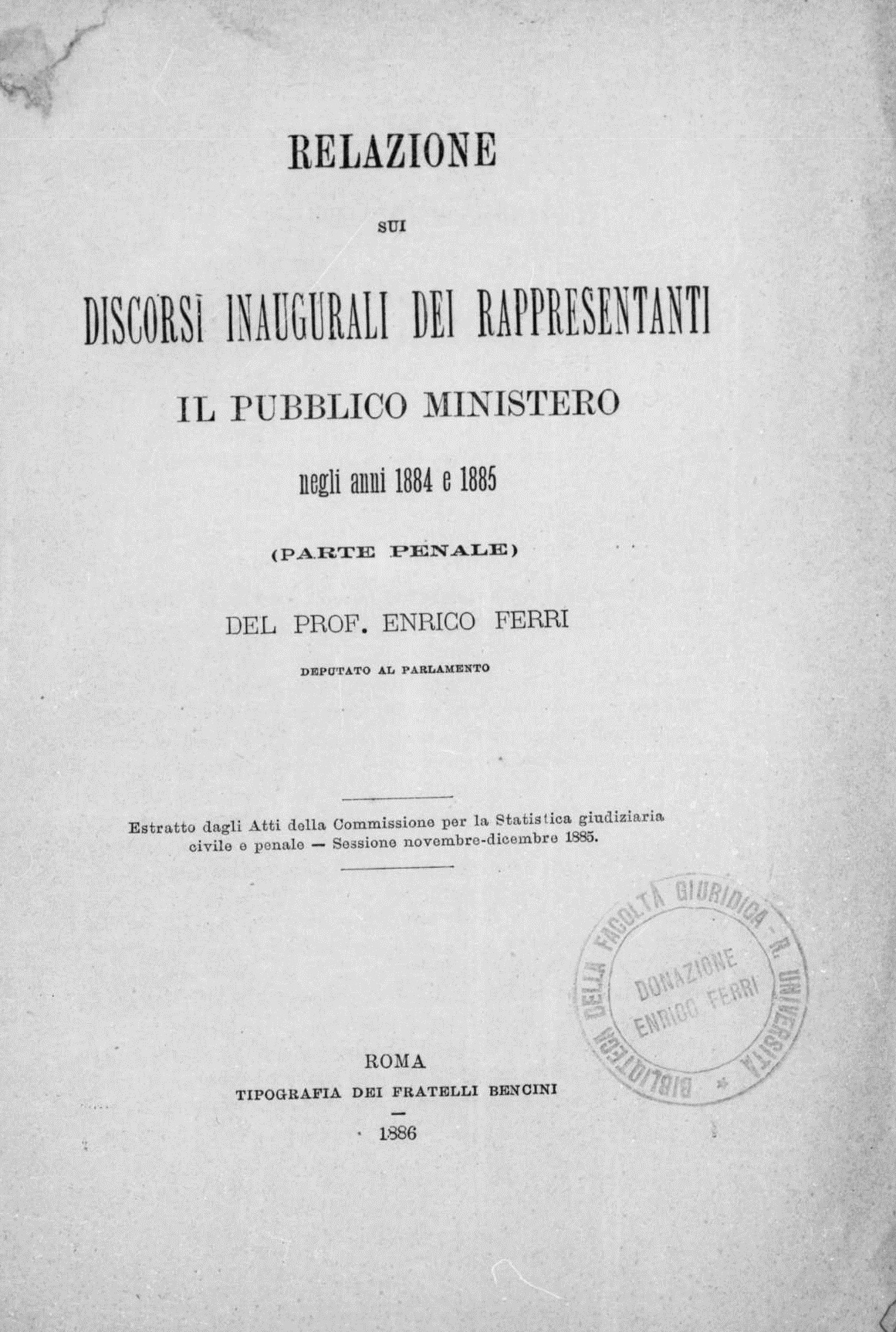
Relazione sui discorsi inaugurali dei rappresentanti il pubblico ministero negli anni 1884 e 1885, 1886
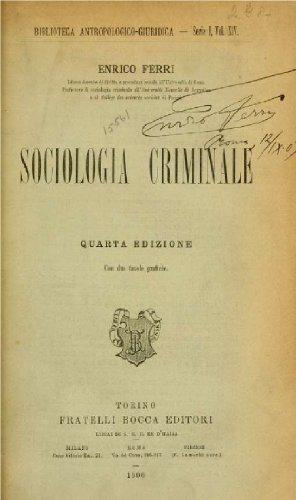
Sociologia criminale, 4th edition, 1906